# چرم‌ماهی ژرفزی
چرم‌ماهی ژرفزی (نام علمی: Poecilopsetta beanii) نام یک گونه از راسته کفشک‌ماهی است.